# Parlamentswahl in Armenien 1995
- HKK: 10
- ARF: 1
- AZM: 5
- Ramkavar Asatakan: 1
- Schamiram: 8
- HHS: 88
- AIM: 3
- Unabh.: 72
- Vakant: 2

Parlamentswahlen wurden in Armenien am 5. Juli 1995, mit einer zweiten Runde am 29. Juli abgehalten. Dabei wurden 150 Direktmandate und 40 in einer landesweiten Verhältniswahl ermittelte Mandate in der Armenischen Nationalversammlung vergeben. Die Wahl ergab einen Sieg für den Republikanischen Block, ein Wahlbündnis aus der Armenischen Allnationalen Bewegung, der Demokratisch-Liberalen Partei Armeniens, der Christlich-Demokratischen Union und der Republikanischen Partei Armeniens. Jener Block gewann 88 der 190 Sitze. Die Wahlbeteiligung betrug offiziell 54,3 %. Die nächsten Parlamentswahlen fanden 1999 statt.

## Offizielles Wahlergebnis
| Partei | Direktmandate | Direktmandate | Direktmandate | Nationale Verhältniswahl | Nationale Verhältniswahl | Nationale Verhältniswahl | Sitze Gesamt | +/-  |
| Partei | Stimmen       | %             | Sitze         | Stimmen                  | %                        | Sitze                    | Sitze Gesamt | +/-  |
| --- | ------------- | ------------- | ------------- | ------------------------ | ------------------------ | ------------------------ | ------------ | ---- |
| Republikanischer Block (Armenische Allnationale Bewegung, Demokratisch-Liberale Partei Armeniens, Christlich-Demokratische Union, Republikanische Partei Armeniens) |               |               | 68            | 329,000                  | 43.9                     | 20                       | 88/190       | Neu  |
| Schamiram |               |               | 0             | 130,252                  | 17.4                     | 8                        | 8/190        | Neu  |
| Armenische Kommunistische Partei |               |               | 4             | 93,353                   | 12.4                     | 6                        | 10/190       | -126 |
| Nationaldemokratische Union |               |               | 2             | 57,996                   | 7.7                      | 3                        | 5/190        | Neu  |
| Union für Nationale Selbstbestimmung |               |               | 0             | 42,987                   | 5.7                      | 3                        | 3/190        | Neu  |
| Demokratisch-Liberale Partei |               |               | 1             | 19,437                   | 2.6                      | 0                        | 1/190        | Neu  |
| Wille und Daschnakzutjun |               |               | 0             | 15,424                   | 2.1                      | 0                        | 0/190        | Neu  |
| Agrarisch-Demokratische Partei Armeniens |               |               | 0             | 13,784                   | 1.8                      | 0                        | 0/190        | Neu  |
| Demokratische Partei Armeniens |               |               | 0             | 13,784                   | 1.8                      | 0                        | 0/190        | Neu  |
| Mission |               |               | 0             | 10,428                   | 1.6                      | 0                        | 0/190        | Neu  |
| Wissenschaftlich-Industrielle und Politische Union |               |               | 0             | 9,940                    | 1.3                      | 0                        | 0/190        | Neu  |
| Nationalstaat |               |               | 0             | 8,397                    | 1.1                      | 0                        | 0/190        | Neu  |
| Volkspartei |               |               | 0             | 6,706                    | 0.9                      | 0                        | 0/190        | Neu  |
| Armenische Revolutionäre Föderation |               |               | 1             | -                        | -                        | -                        | 1/190        | Neu  |
| Unabhängige |               |               | 72            | -                        | -                        | -                        | 72/190       | +13  |
| Keine der obigen |               |               | -             |                          |                          | -                        | -            | -    |
| vakant | -             | -             | 2             | -                        | -                        | 0                        | 2            | -62  |
| ungültige Stimmen |               |               | -             | 411,743                  | -                        | -                        | -            | -    |
| Gesamt |               |               | 150           | 1,183,573                | 100                      | 40                       | 190          | -69  |
| Quelle: Nohlen; Grotz; Hartmann |               |               |               |                          |                          |                          |              |      |

Hinweis: Die Parteien des Republikanischen Blocks traten separat zu den Direktmandatswahlen an, wobei die Armenische Allnationale Bewegung 62 Sitze, die Demokratisch-Liberale Partei Armeniens 4 Sitze und die Christlich-Demokratische Union und Republikanische Partei Armeniens jeweils einen Sitz gewannen.